# Lorenzo Suárez de Figueroa (gobernador)
Lorenzo Suárez de Figueroa (Llerena, Corona de Castilla, ca. 1530 – San Lorenzo de la Barranca de la gobernación de Santa Cruz de la Sierra, Virreinato del Perú, 15 de agosto de 1595) era un conquistador español que fuera asignado en el cargo de teniente de gobernador general de Córdoba de 1574 a 1575 y también como el continuador de la política pacificadora y pobladora que había iniciado Ñuflo de Chaves en la Provincia de Santa Cruz de la Sierra, en la cual pasó a ser su gobernador desde 1581 hasta 1595. Fundó dos ciudades en 1590, San Lorenzo de la Barranca y Santiago del Puerto.

## Biografía hasta el viaje al Alto Perú

### Origen familiar y primeros años
Lorenzo Suárez de Figueroa había nacido hacia 1530 en la localidad de Llerena (actual provincia de Badajoz) de la entonces Extremadura leonesa en el Reino de León que a su vez formaba parte de la Corona Castellana.
Era hijo de Luis Ponce de León (n. Corona castellana, ca. 1500) y de Catalina de Cabrera (n. ib., ca. 1505). Pasaba a Indias en 1562 y después de participar en las contiendas peruanas, llegaba al Tucumán con su tío el gobernador Jerónimo Luis de Cabrera.
En la historiografía extremeña aparecen varios caudillos con este mismo nombre.

### Teniente de gobernador general de Córdoba
Su pariente lo nombraba alférez general y lo ponía al mando de 48 soldados y le encargaba explorar, pacificar y llevar a cabo el censo de los indios “comechingones” y buscar el sitio adecuado, con las características necesarias que entonces se estilaban, para fundar una ciudad al que se le diera el nombre “Córdoba”, ubicada en la actual Argentina. 
La ciudad fue fundada el 6 de julio de 1573 y Lorenzo era nombrado teniente de gobernador, justicia mayor y capitán de la nueva ciudad, por otra parte se le atribuye el nombre que recibe el Valle de Punilla, según una versión reciente de poco crédito porque en ese ameno valle de las Sierras de Córdoba padeció un apunamiento, algo casi imposible dadas las muy moderadas altitudes  de tal valle y porque en tal valle existe una especie de planta casi xerófila similar a un abrojo llamada popularmente punilla.
Al año siguiente, como su tío había sido enjuiciado y decapitado por desobedecer órdenes virreinales, Gonzalo de Abreu era nombrado gobernador del territorio y Suárez de Figueroa era ratificado en el cargo, dándose a la tarea de distribuir encomiendas entre los españoles, además de abocarse a la fundación de un hospital con recursos propios. Por indicaciones del virreinato, al poco tiempo la ciudad cambiaba de emplazamiento y Suárez de Figueroa permanecía en el puesto hasta septiembre de 1579.

## Gobernador de la provincia de Santa Cruz de la Sierra
Fue requerido por el virrey, por lo que se trasladó a Lima y por su excelente hoja de servicios era nombrado gobernador de la provincia de Santa Cruz de la Sierra, cuya capital homónima en el Alto Perú era la que con tanto afán había fundado Ñuflo de Chaves.
Suárez de Figueroa pasaba después a la Real Audiencia de Charcas pero como era tan altruista y desprendido, no tenía patrimonio ni medios de vida y quiso renunciar de su cargo, pero la audiencia le ordenó que se quedara en el puesto y para sus gastos le adelantaron 4000 ducados de sueldo para que atendiera a sus necesidades.

### Fundador de poblaciones en el Chaco Boreal
Bajo el gobierno del virrey-marqués Andrés Hurtado de Mendoza se erigieron las siguientes poblaciones:
- San Lorenzo el Real de la Frontera[2] o de la Barranca: la fundó el 13 de septiembre[2] de 1590[2] en la orilla izquierda del río Guapay[2] —en el lugar que Ñuflo de Chaves[3] había fundado la localidad de Nueva Asunción de la Barranca[3] el 18 de agosto[3] de 1559,[3] aunque fuera destruida por los aborígenes en 1564— pero San Lorenzo sería trasladada hacia el este el 21 de mayo[2] de 1595,[2] en donde estaba el fuerte de Santa Ana de Grigotá erigido en 1584,[4] en los llanos homónimos[2] del Chaco Boreal —cerca de Santa Cruz la Vieja[3] a orillas del arroyo Sutús que también había sido fundada por Ñuflo de Chaves el 26 de febrero[3] de 1561[3] pero trasladada al oeste en 1590 en el lugar de Cotoca,[5] y además próxima a la posterior reducción de San José de Chiquitos, la cual sería fundada el 19 de marzo de 1697 como pueblo de misión jesuita de la Chiquitania— y dicha población llegó a rivalizar mucho con la ciudad de Santa Cruz de la Sierra.[6] Suárez de Figueroa había nombrado a Gonzalo de Solís Holguín[7] como su teniente de gobernador general[7] del territorio jurisdiccional de esta nueva urbe, el 28 de julio[7] de 1590.[7]
- Santiago del Puerto:[8] la fundó el 27 de diciembre[8] de 1590[8] a mitad del camino que separaba la anterior ciudad y la de Santa Cruz la Vieja, pero fue destruida por los aborígenes a mediados[8] de 1594.[8] Posteriormente sería repoblada por otro gobernador llamado Martín Vela Granado[9] a principios de 1604[9] pero con el nombre de San Francisco de Alfaro[9] y la trasladaría a mediados[9] del mismo año a un sitio intermedio entre San Lorenzo y el lugar de Cotoca.[9]

### Rechazo de otros cargos gubernamentales
Al fundarse nuevas poblaciones, el 13 de septiembre de 1590 Suárez de Figueroa tomó como residencia a la nueva localidad de San Lorenzo y nombró como teniente de gobernador de Santa Cruz a Diego de Osorio, muy probablemente quien se casara con María de Cháves, hija de Ñuflo. El virrey lo tomaba en cuenta para nuevos cargos de importancia, y por su capacidad gerencial, las autoridades virreinales decidieron darle la gobernación de Quito, pero él declinó esta responsabilidad porque era necesaria su presencia en la comarca de santacruceña, ya que la zona aún adolecía de organización administrativa, infraestructura y otras necesidades.
Posteriormente el rey Felipe II de España lo nombró gobernador de la provincia de Chucuito pero también Suárez de Figueroa pidió que lo mantuvieran en la gobernación santacruceña, por lo cual la Real Audiencia de Charcas gestionó ante el rey y su expreso deseo le fue concedido en Madrid por real cédula del 6 de febrero de 1591. Mediante real cédula del 2 de octubre de 1592, la Corona española le otorgaba a Santa Cruz el título honorífico de «Muy Noble Ciudad».

### Fallecimiento
Cuando se atareaba en pacificar a los indios “moxos”, finalmente el gobernador Lorenzo Suárez de Figueroa falleció en esta empresa en San Lorenzo de la Barranca de la gobernación de Santa Cruz de la Sierra, en el Virreinato del Perú, el 15 de agosto de 1595.
En el mismo año, el virrey lo beneficiaba con la encomienda de Guaqui que estaba dentro de la jurisdicción del corregimiento de La Paz y que rentaba 2.000 pesos duros anuales, o sea unos 16.000 reales de plata, por lo cual recién tomó posesión de la misma ante los caciques Felipe Cupacuiqui y Carlos Aro Calisaya el 11 de enero de 1596, a través de su apoderado Juan de Torres Palomino.